# NGC 7394
NGC 7394 је група звезда у сазвежђу Гуштер која се налази на NGC листи објеката дубоког неба.
Деклинација објекта је + 52° 10' 8" а ректасцензија 22h 50m 12,0s. Привидна величина (магнитуда) објекта NGC 7394 износи 12,9. NGC 7394 је још познат и под ознакама OCL?.